# 6 Pułk Bersalierów
6 Pułk Bersalierów (wł. 6° Reggimento Bersaglieri) – włoski pułk lekkiej piechoty zmotoryzowanej, zwanej we Włoszech „Bersaglieri”.
6 Pułk Bersalierów został założony 16 kwietnia 1861. Stacjonuje w miejscowości Trapani w regionie Sycylia.